# Monti Picentini
Die Monti Picentini sind ein Gebirgszug im kampanischen Apennin in den Provinzen Avellino und Salerno in der Region Kampanien.

## Geographie
Der Gebirgszug liegt nahe dem Tyrrhenischen Meer zwischen den Bergen Monti Lattari, Monte Partenio (Montevergine), dem Irpinia-Tal und dem Tal des Flusses Sele.
Die höchsten Gipfel sind der Monte Cervialto (1809 m) und Monte Polveracchio (1790 m) im Osten, sowie der Monte Terminio (1786 m) im Westen. Die Berge werden von den Ortschaften Calabritto Acerno, Campagna, Montella, Volturara Irpina, Serino, Bagnoli Irpino. Giffoni Valle Piana, Caposele und Senerchia umschlossen.
Der Gebirgszug bildet den Kern des Regionalparks Parco regionale Monti Picentini.

## Erreichbarkeit
Die Gipfel der Monti Picentini sind teilweise mit einer ausgebauten Straße, teilweise mit Wanderwegen erschlossen.
| Name des Berges | Höhe (Meter s.l.m.) | Anliegende Kommunen                     |
| --------------- | ------------------- | --------------------------------------- |
| Cervialto       | 1809                | Calabritto                              |
| Polveracchio    | 1790                | Acerno, Campagna, Senerchia, Calabritto |
| Terminio        | 1786                | Montella, Volturara Irpina, Serino      |
| Raiamagra       | 1667                | Bagnoli Irpino                          |
| Accellica       | 1660                | Acerno, Giffoni Valle Piana, Montella   |
| Cervarulo       | 1625                | Calabritto                              |
| Calvello        | 1580                | Caposele, Calabritto                    |
| Boschetiello    | 1575                | Senerchia, Calabritto                   |